# Indravarman VI
Pour les articles homonymes, voir Indravarman.
Indravarman VI (sanskrit : इन्द्रवर्मन्, ? - 1441) ou Ba-đích-lại ( 巴的吏 ), Chiêm-ba-đích-lại (占巴的賴 ), , prince Ngauk Klaung Vijaya ou Virabhadravarman lors de son avènement est un souverain du Royaume de Champā de la XIIIe dynastie Cham. Il règne de 1400 à 1441.